# Завод суперфосфату в Удайпурі (PSG)
Завод суперфосфату в Удайпурі (PSG) – підприємство у штаті Раджастхан, яке належить компанії Prem Sakhi Group (PSG).
Поблизу Удайпуру діє гірничозбагачувальний комбінат Дхамаркотра, який є єдиним великим індійським виробником фосфоритного концентрату. Використання останнього організували у розташованій за кілька кілометрів індустріальній зоні, де діє кілька заводів з виробництва добрив. Одним з них є підприємство Prem Sakhi Group, яке стало до ладу в 2001 році та наразі має продуктивність на рівні 200 тон суперфосфату на добу (річна потужність рахується на рівні 66 тисяч тон)
Цільовий продукт отримують обробкою фосфоритного концентрату сульфатною кислотою. Можливо відзначити, що на сході Раджастхану діють кілька цинкоплавильних заводів компанії Hindustan Zinc, які є великими продуцентами цієї сполуки (зокрема, цинковий завод у Дебарі розташований менш ніж за десяток кілометрів від майданчику BIL). 
У середині 2010-х Prem Sakhi Group вирішила організувати на заводі випуск лінійного алкіл бензол сульфонату (LABSA). Ця поверхнево-активна речовина передусім потрібна для продукування миючих засобів, проте також може використовуватись гірничозбагачувальними комбінатами в процесі флотації. Підприємство здатне продукувати 30 тисяч тон LABSA на рік, а отримана як побічний продукт сульфатна кислота використовується у виробництві суперфосфату.